# Jesús Caldera
Jesús Caldera Sánchez-Capitán (ur. 31 października 1957 w Béjarze) – hiszpański polityk, parlamentarzysta, w latach 2004–2008 minister pracy i spraw społecznych.

## Życiorys
Ukończył politologię i socjologię na Uniwersytecie Complutense w Madrycie oraz prawo na uczelni UNED. W 1979 zaangażował się w działalność polityczną w ramach Hiszpańskiej Socjalistycznej Partii Robotniczej (PSOE).
W 1982 po raz pierwszy został wybrany w skład Kongresu Deputowanych. Z powodzeniem ubiegał się o poselską reelekcję 1986, 1989, 1993, 1996, 2000, 2004, 2008 i 2011. W niższej izbie Kortezów Generalnych zasiadał do 2015 jako deputowany II, III, IV, V, VI, VII, VIII, IX i X kadencji. W latach 2000–2004 przewodniczył frakcji poselskiej PSOE. Od kwietnia 2004 do kwietnia 2008 sprawował urząd ministra pracy i spraw społecznych w pierwszym rządzie José Luisa Rodrígueza Zapatero. W 2008 został przewodniczącym socjalistycznego think tanku Fundación IDEAS.